# Chthonius rhodochelatus
Espèce
Chthonius rhodochelatus est une espèce de pseudoscorpions de la famille des Chthoniidae.

## Distribution
Cette espèce se rencontre en Croatie, en Grèce, en Italie, en Slovénie, en Suisse et en France.

## Publication originale
- Hadži, 1933 : Prinos poznavanju pseudoskorpijske faune Primorja. Prirodoslovna Istraživanja Kraljevine Jugoslavije, vol. 18, p. 125-192.